# Let’s Play
Let’s Play – nagranie dokumentujące przechodzenie gry komputerowej, opatrzone komentarzem grającego i stworzone w celu dostarczenia widzom rozrywki. Może mieć charakter komediowy lub poradnikowy. Wyróżnia się też takie odmiany Let’s Playów jak solucja, pełniąca funkcję poradnika i speedrun, nastawiony na przechodzenie gry na czas i bicie rekordów pod tym względem. W języku polskim określenie Let’s Play jest tłumaczone jako zagrajmy, a osobę nagrywającą Let’s Playe nazywa się Let’s Playerem lub po polsku zagrajmerem.

## Historia
Pierwsze nagrania kwalifikujące się jako Let’s Play powstawały już w latach 80. XX wieku, jednak ich współczesny styl i format kształtował się od 2005. Pierwsze Let’s Playe były w formie pisanej i opatrzonej grafiką. Za pierwszego Let’s Playera używającego swojego głosu i nagranego materiału uważa się Michaela „Slowbeefa" Swayera. Z czasem Let’s Playe zaczęły powstawać głównie na YouTubie, gdzie ukształtowały się jako fenomen oraz jeden z najpopularniejszych formatów. Najlepiej zarabiające osoby na YouTubie były Let’s Playerami, w tym PewDiePie utrzymujący się przez sześć lat na pierwszej pozycji pod względem liczby subskrypcji.

### Wczesne przykłady Let’s Playów
Nagrania kwalifikujące się jako Let’s Playe powstawały jeszcze przed upowszechnieniem się internetu. Nie były jednak wówczas fenomenem, ani nie były nazywane Let’s Playami.
W latach 80. XX wieku Kodak wydawał kasety wideo z nagraniami rozgrywek gier i komentarzem samozwańczego światowego mistrza gier komputerowych, Skipa Rogersa, który opowiadał w jaki sposób gracze mogą osiągnąć najwyższe wyniki w prezentowanych grach.
Od 2003 w japońskiej stacji telewizyjnej powstawał program GameCenter CX, w którym Shinya Arino grał w gry komputerowe i reagował na nie w humorystyczny sposób.

### Początki współczesnych Let’s Playów
Współczesne Let’s Playe wywodzą się bezpośrednio z portalu Something Awful. Wtedy ukształtowała się ich forma, nazwa oraz popularność.
Według wielu relacji, prekursorem współczesnych Let’s Playów był wątek na forum Something Awful z 2005 zatytułowany Let’s Play Oregon Trail. Wątek ten prezentował zrzuty ekranu z rozgrywki The Oregon Trail i pisemne komentarze opisujące co się w danym momencie rozgrywki dzieje. Wkrótce na forum zaczęły pojawiać się podobne wątki na temat innych gier i to one były wówczas utożsamiane z terminem Let’s Play. 4 stycznia 2007 użytkownik Michael Swayer, posługujący się pseudonimem Slowbeef rozpoczął podobny wątek dotyczący gry The Immortal na Genesis. Był to pierwszy spośród tych wątków, który zawierał także wstawione nagrania rozgrywki z komentarzem głosowym. Let’s Play Swayera spotkał się z pozytywnym odbiorem użytkowników. Wyrażali oni sentyment do gry i zadowolenie, że ktoś pokazał jak przejść pewne trudne poziomy. Let’s Playe w formie materiałów filmowych z komentarzem stawały się coraz popularniejsze na stronie Something Awful i z czasem doczekały się własnej sekcji. Wkrótce rozpowszechniły się na nowym wówczas serwisie YouTube.

### Fenomen

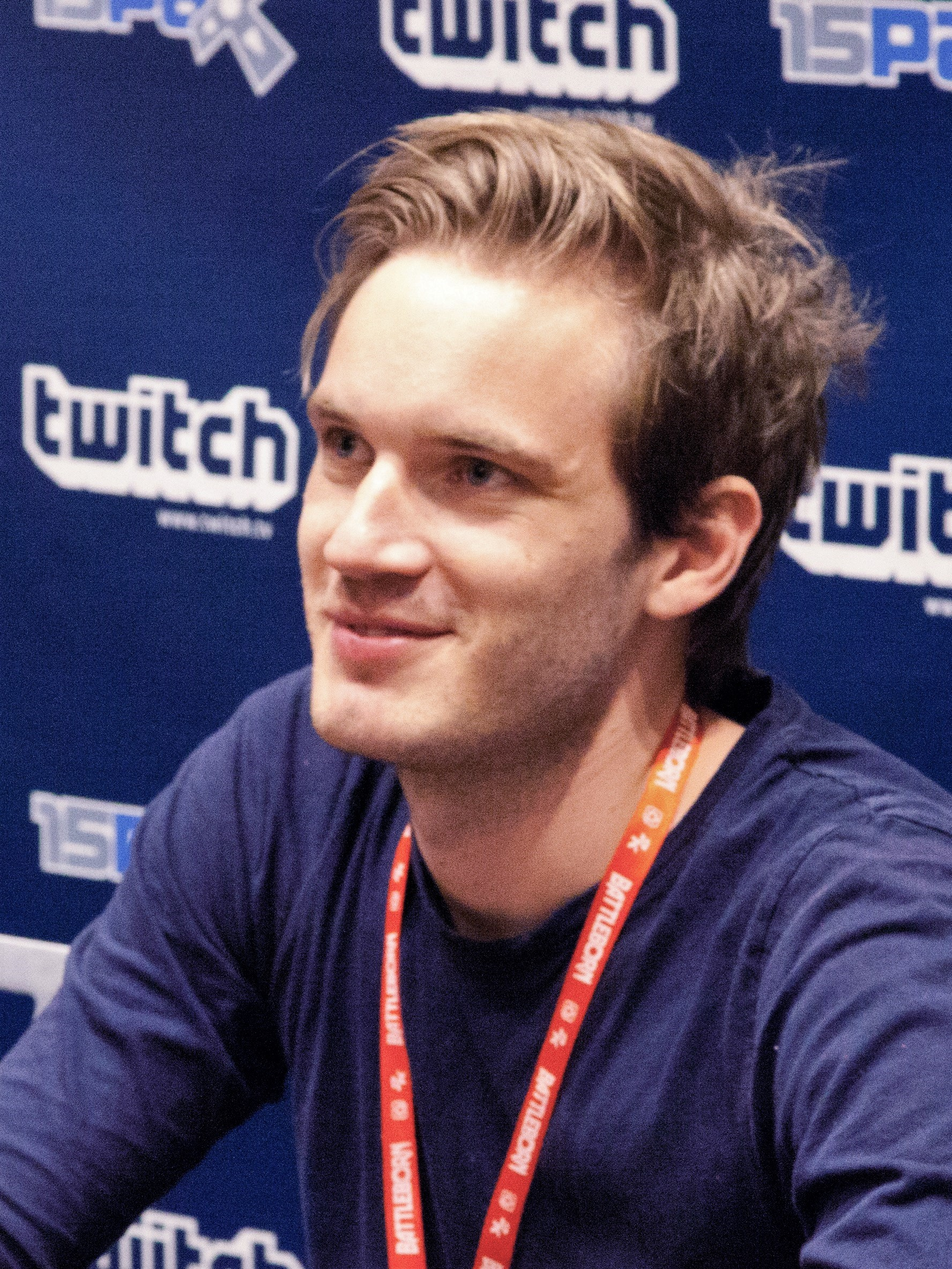
PewDiePie – Let’s Player, który osiągnął największy sukces na YouTube jako twórca

Fenomen Let’s Playów zaczął się na początku lat 10. XXI wieku, do czego przyczynił się między innymi szwedzki Let’s Player PewDiePie. O jego sukcesie pisały między innymi gazety Variety i The Wall Street Journal. 15 sierpnia 2013 jego kanał po raz pierwszy miał najwięcej subskrypcji na całym YouTube. Choć w krótkim czasie spadł na drugie miejsce, odzyskał pozycję lidera w grudniu tego samego roku i utrzymywał się na pierwszej pozycji do 2019, kiedy został prześcignięty przez T-Series. W 2014 na reklamach w swoich filmikach PewDiePie zarobił 4 miliony dolarów amerykańskich.
W 2018 w serwisie YouTube obejrzano łącznie 50 miliardów godzin filmików o tematyce Let’s Play. Magazyn Forbes oszacował, że ponad połowa spośród dziesięciu osób najlepiej zarabiających na serwisie YouTube to Let’s Playerzy. Ich dochody wahają się od 15 do 18 mln dolarów amerykańskich rocznie.
W drugiej połowie lat 10. XXI wieku popularność Let’s Playerów przeniknęła do mainstreamu. W Polsce na przykład Tomasz „Gimper” Działowy brał udział w popularnym programie telewizyjnym Taniec z gwiazdami na Polsacie, Remigiusz „reZi” Wierzgoń partnerował aktorowi Piotrowi Fronczewskiemu w kampanii reklamowej Coca-Coli, a w jednej z warszawskich galerii sztuki otwarto wystawę poświęconą Klocuchowi. Również sławne osoby znane z innego rodzaju przedsięwzięć zaczęły interesować się tematyką Let’s Playów. Na przykład amerykański komik Conan O’Brien rozpoczął humorystyczną serię Let’s Playów Clueless Gamer, w której komedia wynika głównie z tego, że O’Brien nigdy wcześniej nie interesował się grami komputerowymi. Natomiast raper Drake występował gościnnie w serii streamera o pseudonimie Ninja, który nagrywa jedne z najpopularniejszych Let’s Playów z gry Fortnite.

## Charakterystyka
Podstawowym elementem Let’s Playu jest nagranie rozgrywki w grze komputerowej, w czasie którego nagrywający prowadzi komentarz, opisując to co się aktualnie dzieje, reagując na to czego doświadcza i dodając na bieżąco własne przemyślenia. Niektórzy twórcy dodają do swojego materiału nagranie własnej osoby w trakcie gry. Tygodnik Polityka opisał Let’s Playe słowami: Ważna jest formuła: na wyczyny bohaterów tych filmów patrzymy tak, jakbyśmy zerkali przez ramię grającemu koledze lub starszemu bratu.
Let’s Playe są dystrybuowane za pośrednictwem stron internetowych. Najpopularniejszym wyborem jest YouTube. Częstym wyborem jest też Twitch, stworzony z myślą o strumieniowaniu Let’s Playów na żywo. Mogą przybierać różne formy. Mogą na przykład mieć charakter humorystyczny, edukacyjny lub być formą poradnika.
Wyróżnia się także różne odmiany lub pochodne Let’s Playów. Walkthrough to relacja z przechodzenia całej gry, pełniąca też rolę poradnika. Speedrun to przechodzenie gier na czas z nastawieniem na bicie rekordów.

## Sytuacja prawna
Let’s Playerzy, często wykorzystując nagranie rozgrywek z licencjonowanych gier komputerowych bez zezwolenia, są w znacznej mierze uzależnieni od tolerancji producentów. Gazeta Prawna napisała w artykule poświęconym ich sytuacji prawnej: działalność wielu youtuberów to stąpanie po grząskim gruncie. Jeżeli w umowie licencyjnej EULA nie udzielono zezwolenia na publikowanie Let’s Playów w sieci, czy na transmisję z gry za pośrednictwem serwisów internetowych, takie działanie może zostać uznane za naruszające prawa autorskie twórców gry. Ze względu na długość wykorzystywanych materiałów z gier, będących prezentacją ciągłej rozgrywki, uznanie takiego wykorzystania za cytat i objęcie ich prawem cytatu jest dyskusyjne.
Twórcy gier często akceptują wykorzystywanie materiałów z ich gier do Let’s Playów bez zezwolenia, traktując to jako darmową promocję. Więksi wydawcy nie zawsze jednak podchodzą w ten sposób do zagadnienia. Na przykład w 2013 firma Nintendo masowo wysłała roszczenia, domagając się wyłącznego prawa do zarabiania na Let’s Playach z ich gier na serwisie YouTube. Z czasem Nintendo złagodziło swoją politykę wobec Let’s Playów i rozpoczęło program dzielenia się pieniędzmi z twórcami.